# Linha ABCD
A linha ABCD (ABCDライン, Ēbīshīdī rain) foi um termo japonês para uma série de embargos contra o Japão pelas nações ocidentais, incluindo os Estados Unidos, Grã-Bretanha, China, e Holanda. Também ficou conhecido como o cerco ABCD (ABCD包囲陣, Ēbīshīdī hōijin). Em 1940, em um esforço para desencorajar o militarismo japonês, essas potências ocidentais e outras pararam de vender minério de ferro, aço e petróleo para o Japão, negando-lhe as matérias-primas necessárias para prosseguir com as suas atividades na China e na Indochina francesa. No Japão, o governo e os nacionalistas viram estes embargos como atos de agressão; o petróleo importado constituía cerca de 80% do consumo interno, sem o qual a economia do Japão, e também suas forças militares, ficariam paralisadas. A imprensa japonesa, influenciada pelos propagandistas militares, começou a se referir aos embargos como o "cerco ABCD" ("American-British-Chinese-Dutch") " ou "linha ABCD".
Diante de uma escolha entre o colapso econômico e a retirada de suas conquistas recentes, o Quartel-General Imperial Japonês começou a planejar uma guerra contra as potências ocidentais, em abril ou maio de 1941.